# Plotnik82
«Plotnik82» — музыкальный проект, образованный в 2013 году, играющий в различных музыкальных жанрах: от акустического рока до альтернативной электроники. 
Лидером проекта и автором большинства песен является Дмитрий Дубров.

## История

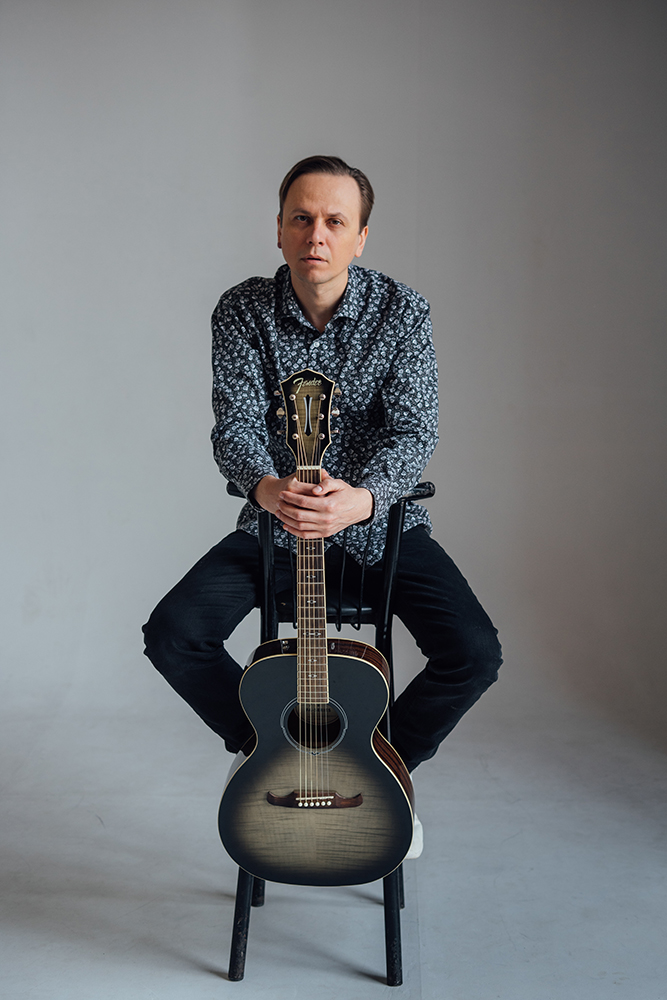

Проект «Plotnik82» возник в 2013 году в Горловке, на основе донбасской рок-группы «ЛихоЛесье», лидером которой являлся Дмитрий Дубров. Проект изначально планировался как студийный, и основным музыкантом-аранжировщиком для записи дебютного альбома «Юстас — Алексу» был привлечён Кирилл Александровский. В записи приняли участие горловские музыканты Денис Черриман («Dirty Bird 13»), Татьяна Шмайлюк («Jinjer»), а также музыканты ЛихоЛесья: Виктор Демидюк (гитара) и Андрей Трофимов (бас-гитара). В то же время были сняты видеоклипы на песни «Архипелаг Донбасс», «Выгодно молчать». С осени 2014 года Дмитрий Дубров начал активную концертную деятельность, выступая под аккомпанемент акустической гитары, а также используя вокальный процессор (за что получил прозвище «кибербард»). В 2015 году появился новый концертный состав, в который вошли харьковские музыканты Геннадий Фомин (кларнет, «Kharkov Klezmer Band») и Владимир Яковенко (ударные, «Село и люди»). В таком составе группа просуществовала недолго, хотя впоследствии Геннадий принимал участие в акустических концертах и записях. В это же время записан альбом «Миелофон у меня», в котором помимо Дмитрия Дуброва и Геннадия Фомина, приняли участие: Кирилл Александровский, гитарист Роман Абашидзе «Shakin Guts» и кларнетист Сергей Савенко «Оркестр Че», Сергей Бабкин. В альбоме есть несколько совместных песен: «Перезагрузи» — при участии Александра Чернецкого («Разные люди»); «Тебе» — при участии Алексея Вдовина («НедРа») и Тимофея Яровикова («Сердце Дурака»); «Было и прошло» — при участии Алёны Кавковой «Обаяние невовлечённости». Ремикс для одного из треков сделал Антон Бессонов «Тим Талер».
На рубеже 2015—2016 гг. к составу проекта присоединилась флейтистка Алла Лужецкая («Fleur»), Елена Войнаровская. В 2016 году записан альбом «Атомы любви (part.1)». В записи песни «Репост» принял участие Павел Пиковский. Были сняты видеоклипы на песни «Рядом с тобой» и «Репост». В это же время Дмитрий продолжает сольную концертную деятельность и в качестве гостя посещает ряд фестивалей авторской песни. Весной 2016 года Дмитрий Дубров присоединяется к составу московской группы «Проект ХБ», в которой свои песни исполняют Алексей Вдовин и Павел Фахртдинов. Песни «Plotnik82»: «Родины нет во мне» и «Репост» пополняют репертуар группы (записаны в альбомах «Родина» и «Время хайпа»).
В начале 2017 года, в формате разового проекта Plotnik PaFa, Дмитрий Дубров и Павел Фахртдинов записывают и снимают клип на хип-хоп версию песни «Адажио» (муз. и сл. Павел Фахртдинов). В этом же году Дмитрий знакомится с музыкантами проекта «Гитарин»: Виталием Каменюченко и Евгением Соколовым. Результатом этого знакомства становится запись альбома «Акустика», в который вошли акустические версии некоторых ранее записанных песен. По сути альбом является своего рода «The Best». К концертному составу присоединяются гитарист Евгений Соколов, воронежский скрипач Александр Саввин, а также иногда баянист Александр Сомов.
В 2019 году выходит альбом «Смерть глотает блесну», и с песней «Жена декабриста» Дмитрий Дубров становится лауреатом «Грушинского фестиваля» в номинации «Автор». Осенью того же года «Plotnik82» и проект «Гитарин» готовят совместную программу, и при участии лидера «Гитарина» Виталия Каменюченко, отправляются в тур.
В сентябре 2019 года Дмитрий Дубров и Евгений Сабельфельд (организатор концертов, видеооператор и режиссёр) открывают YouTube канал «Уговорил», где публикуют интервью с отечественными музыкантами разной степени известности. Дмитрий выступает в качестве ведущего и фронтмена проекта. Помимо именитых артистов, на канале можно найти интервью с различными андеграундными и малоизвестными музыкантами.
В 2020 году, будучи на карантине, Дмитрий Дубров записывает шумовой ambient альбом «Quarantine Ambient». В обложке и видеоверсии альбома использованы работы донбасского фотохудожника Владимира Лапшина. Осенью того же года выходит сингл и клип «Евросоюз», который снят в украинском селе Спиваковка. Поскольку концертная деятельность в связи с карантином была приостановлена, Дмитрий активно занимается сочинением аранжировок и саунд продюсированием.
В 2021 году состоялся релиз альбома «Не любил», в который вошли записанные ранее синглы — клипы: «Сигнал» (сл.и муз. Никита Дорофеев) и «Золушка» (сл.и муз. Лера Графова). Летом 2021 года в Воронеже снят клип на песню «На расслабоне».

## Дискография
- 2013 — «Юстас — Алексу»
- 2015 — «Миелофон у меня»
- 2016 — «Атомы любви (part.1)»
- 2017 — «Акустика»
- 2019 — «Смерть глотает блесну»
- 2020 — «Quarantine Ambient» (инструментально — шумовой альбом)
- 2021 — «Не любил»
- 2024 — «Мои барды»

## Видеоклипы
- 2013 — «Архипелаг Донбасс» (съёмка, монтаж — Павел Шевченко)
- 2014 — «Выгодно молчать» (съёмка, монтаж — Павел Шевченко)
- 2014 — «Наполняя собой этот мир» (съёмка и монтаж — Александр Чубарь)
- 2014 — «Love is» (съёмка и монтаж — Александр Чубарь)
- 2016 — «Рядом с тобой» (съёмка — Ольга Косина, монтаж — Михаил Лукьяненко)
- 2016 — «Атомы любви» (съёмка и монтаж — Михаил Лукьяненко)
- 2017 — Plotnik PaFa «Адажио» (съёмка — Йолли Сахно, монтаж — Антон Бессонов)
- 2017 — «Репост» (съёмка и монтаж — Михаил Лукьяненко)
- 2019 — Plotnik и Гитарин «Враньё» (съёмка — Евгений Мищенко, монтаж — Антон Бессонов)
- 2019 — «Сигнал» (съёмка, монтаж — Павел Шевченко)
- 2019 — Лера & Plotnik «Золушка» (съёмка — Владимир Колесник, Евгений Добрунов, Станислав Данилов; монтаж — Павел Шевченко)
- 2020 — Plotnik и Гитарин «Хочешь со мной», трибьют «Хроноп» (монтаж — Виталий Каменюченко)
- 2020 — «Евросоюз» (съёмка, монтаж — Павел Шевченко)
- 2021 — «На расслабоне» (съёмка — Руслан Ахметшин, монтаж — Дмитрий Дубров)

## Участие в фестивалях
- «Рамонский Родник» (Воронеж)
- «Осенний водопад» (Воронеж)
- «Заозерье» (Череповец)
- «Вишня» (Череповец)
- «Платформа» (Москва)
- «ДрФест» (Москва, Днепропетровск, Киев, Харьков, Тула)
- «Северная Бухта» (Липецк)
- «Baikal live» (Иркутск)
- «Грушинский» (Самара)
- «Соловьиная трель» (Курск)
- «WaFest» (Нижний Новгород)

## Социальные сети
- VK
- YouTube
- Instagram
- YouTube канал «Уговорил»
- Студия саунд-дизайна «Plotnik82»

## Музыкальные сервисы
- Яндекс Музыка
- Itunes
- YouTube music
- Spotify

## Пресса
- Интервью о выходе альбома «Юстас — Алексу»
- Интервью на сайте киевского рок-клуба
- Егор Воронов — рецензия на альбом «Миелофон у меня»
- Антон Бессонов — рецензия на альбом "Атомы любви (part.1)
- Геннадий Шостак — рецензия на альбом «Смерть глотает блесну»
- Интервью порталу Ревда-инфо
- Ссылка на сайт Грушинского фестиваля